# Bitwa o Niccanim
Bitwa o Niccanim została stoczona pomiędzy Siłami Obronnymi Izraela a egipską armią o kibuc Niccanim podczas I wojny izraelsko-arabskiej (6-10 czerwca 1948). Było to pierwsze poważne egipskie zwycięstwo w tej wojnie, i jeden z nielicznych przypadków kapitulacji izraelskich żołnierzy.

## Tło wydarzeń

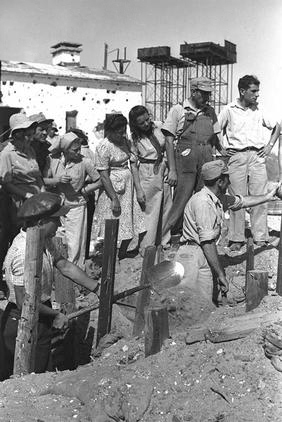
Podczas budowy fortyfikacji kibucu Niccanim

Kibuc Niccanim został założony w 1943 w odosobnionym miejscu na przybrzeżnej równinie. Był on otoczony przez arabskie wioski Isdud (na północy), Majdal (na południu), oraz Dżulis i Bajt Daras (na wschodzie).
Podczas wojny domowej w Mandacie Palestyny kibuc był wielokrotnie atakowany przez uzbrojonych mieszkańców pobliskich wiosek, których wspierali członkowie egipskiego stowarzyszenia paramilitarnego Braci Muzułmańskich. Ostatecznie kibuc znalazł się w oblężeniu, a wszystkie drogi prowadzące do niego zostały odcięte. W marcu 1948 do Niccanim udało się przedrzeć konwojowi Hagany z Be’er Towijji. Jednak w drodze powrotnej konwój został zaatakowany i zginął jego dowódca, Szlomo Rubinstein. W dniach 26 marca i 20 kwietnia doszło do dwóch silnych arabskich ataków na kibuc. Zostały one odparte przez jego mieszkańców.
W obliczu nadchodzącej wojny, mieszkańcy kibucu ufortyfikowali swoją osadę. Jednak specyficzne położenie osady uniemożliwiało budowę normalnych fortyfikacji. Niccanim było położone przy jedynej nadmorskiej drodze, przy czym granica osiedla ciągnąca się wzdłuż drogi wynosiła 700 metrów. Pozostałe boki kibucu, o długościach 800 i 400 metrów, były położone w większości w wąwozie pomiędzy wzgórzami. Teren utrudniał budowę okopów, bunkrów i stanowisk strzeleckich. W odległości 2 km na północny wschód znajdowało się Wzgórze 69, na którym umiejscowiono punkt obserwacyjny.
Na samym początku I wojny izraelsko-arabskiej przeprowadzono ewakuację dzieci i kobiet z Niccanim (w nocy z 16 na 17 maja). W następnych dniach na froncie południowym doszło do serii bitew, z których najsłynniejszą była bitwa o kibuc Jad Mordechaj (19-24 maja 1948). Popołudniem 29 maja punkt obserwacyjny przy Niccanim zauważył marsz egipskiej kolumny zmechanizowanej drogą nadbrzeżną na północ. Raport mówił o około 2-3 tys. egipskich żołnierzy i około 1,3 tys. pojazdów, w tym czołgów, bojowych wozów opancerzonych i artylerii. W izraelskiej ocenie, wojska egipskie przeprowadzały natarcie w kierunku na miasto Aszdod. Aby temu przeciwdziałać, Izraelczycy przeprowadzili operację Filistia, w której ponieśli taktyczną porażkę. Izraelczycy odnieśli jednak strategiczne zwycięstwo powstrzymując natarcie Egipcjan na północ. Egipskie dowództwo zmieniło wówczas swoją strategię z ofensywnej na bardziej defensywną. W opinii wielu historyków był to moment zwrotny w walkach na froncie południowym.
W następnych dniach mniejsze egipskie oddziały przeprowadziły uderzenia w kierunku wschodnim, zajmując 1 czerwca arabskie wioski Bajt Dżibrin i Al-Faludża. Doszło wówczas do bitwy o kibuc Negba. Izraelscy obrońcy Niccanim zdawali sobie sprawę, że ich kibuc znajduje się na tyłach dużego zgrupowania wojsk egipskich i istnieje realne niebezpieczeństwo ataku z ich strony. Kibucu broniło 74 żołnierzy z Brygady Giwati, którzy dotarli tutaj podczas operacji Filistia, oraz 67 uzbrojonych mieszkańców (w tym 10 kobiet). Na swoim uzbrojeniu posiadali 70 karabinów, 30 pistoletów maszynowych, 4 lekkie karabiny maszynowe Bren, 1 moździerz, 1 granatnik PIAT i kilka granatów ręcznych.

## Przebieg bitwy

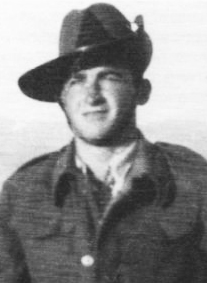
Dowódca obrony Niccanim, Awraham-Elkana Schwarzstein

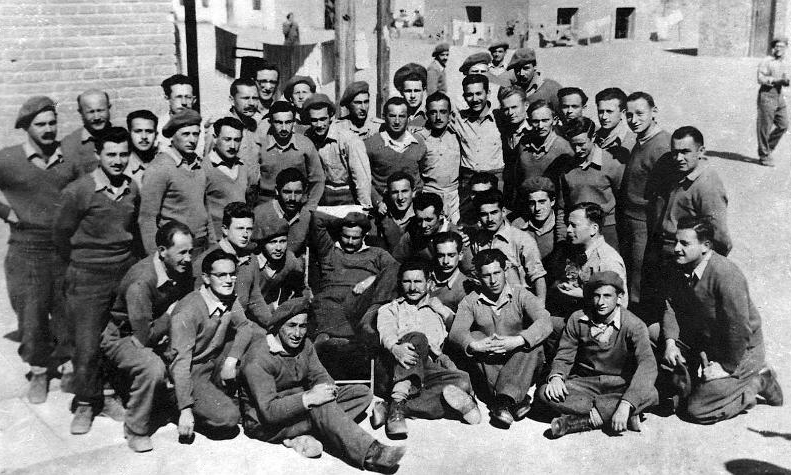
Izraelscy jeńcy wojenni z Niccanim

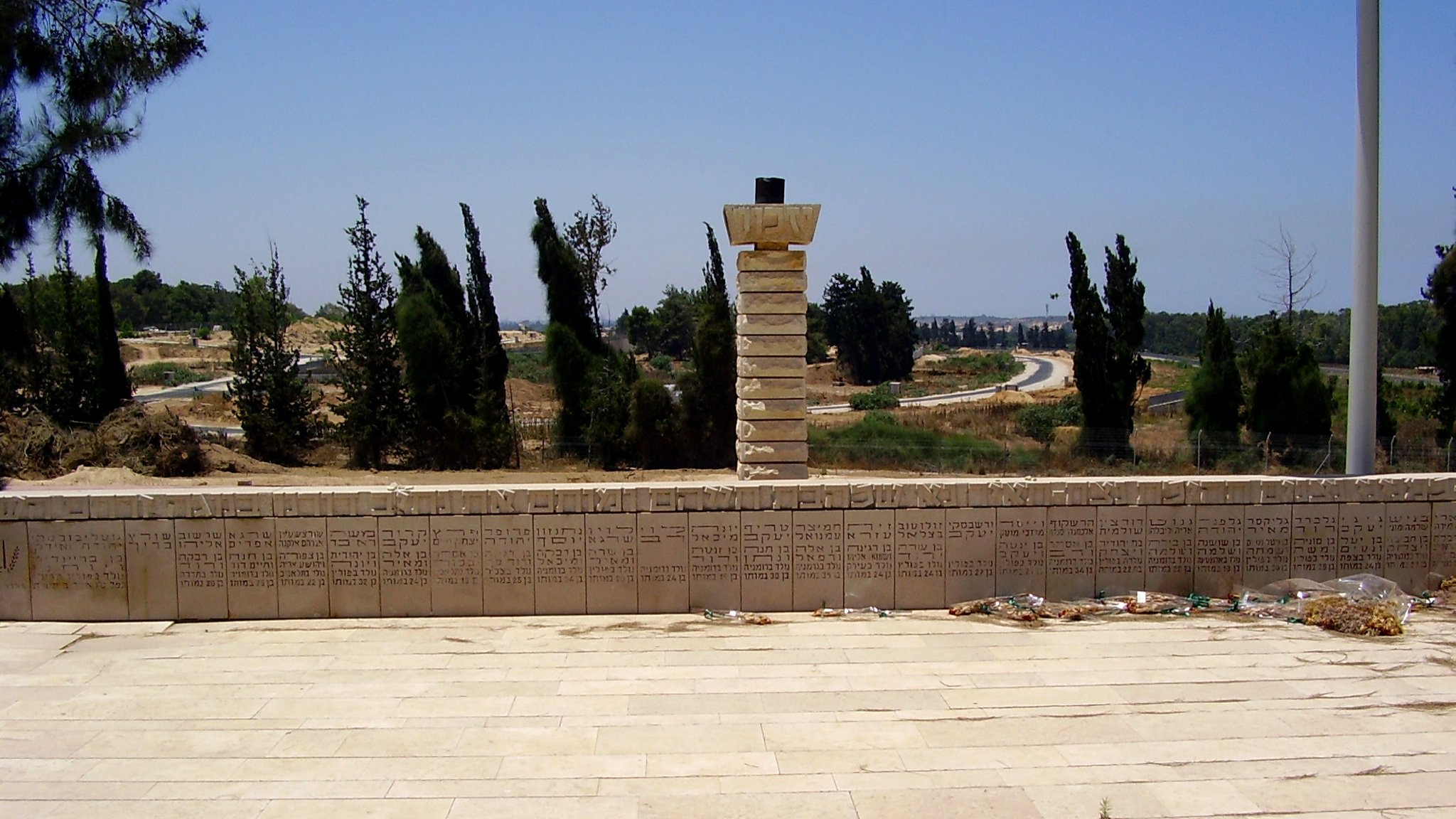
Pomnik poległych obrońców Niccanim

Egipskie dowództwo przez trzy dni przygotowywało plan zdobycia Niccanim. 6 czerwca na wschód od kibucu skoncentrowano najlepszy 9 Batalion piechoty, wspierany przez lekkie czołgi, pojazdy opancerzone, 18 dział artylerii polowej i 12 dział przeciwpancernych. W nocy z 6 na 7 czerwca egipska artyleria rozpoczęła ostrzał Niccanim. Nad ranem w pobliże kibucu podciągnięto działa przeciwpancerne, z których otworzono ogień do zabudowań i widocznych umocnień. Krótko potem egipska piechota wspierana przez czołgi podjęła nieudaną próbę zajęcia wzgórza położonego na południe od kibucu.
Rano Egipcjanie przeprowadzili ciężki dwugodzinny ostrzał artyleryjski Niccanim, a następnie przed południem rozpoczęli pierwszy szturm na kibuc. Obrońcy zdołali zmusić egipskie czołgi do odwrotu, jednak piechota opanowała wzgórze na południe od kibucu. Miejsce to stanowiło dogodny punkt do obserwacji i ostrzału całego obszaru. Wykorzystując tę przewagę, Egipcjanie ponowili atak z wykorzystaniem czterech czołgów i piechoty. Czołgom udało się wedrzeć do północno-wschodniej części osiedla, zatrzymały się jednak po uszkodzeniu jednego z nich. Natarcie kontynuowała egipska piechota, która zdobyła trzy kolejne umocnione pozycje obrońców.
Popołudniem egipskie czołgi przeprowadziły atak z zajętej północno-wschodniej części w stronę centrum kibucu. Dowodzący obroną Awraham Schwarzstein musiał wycofać swoich ludzi z kilku zniszczonych pozycji obronnych i podjął próbę utworzenia drugiej linii obrony wewnątrz kibucu. Wszelkie działania były jednak utrudnione przez ciężki ostrzał artyleryjski. W tej sytuacji Schwarzstein rozkazał ewakuację wszystkich sił na południe od kibucu. Próba ta została jednak udaremniona przez znajdujących się tam egipskich żołnierzy, którzy okopali się w gaju cytrusowym. Zmusiło to większość obrońców do powrotu do ruin kibucu. Jedynie 4 Izraelczykom udało się ukryć w gaju, a następnie w nocy przedrzeć się przez egipskie linie do kibucu Be’er Towijja.
Ranny dowódca, Awraham-Elkana Schwarzstein, niosąc pokrwawioną białą koszulę, usiłował podjąć negocjacje z Egipcjanami, został jednak zastrzelony przez egipskiego oficera. Pozostali przy życiu obrońcy zniszczyli broń i amunicję, a następnie poddali się. Doszło wówczas do przypadków bicia i maltretowania jeńców, z których 4 zginęło już po kapitulacji. Egipcjanie wzięli do niewoli 105 żydowskich jeńców. Kilka dni później poprowadzili ich w paradzie zwycięstwa w sąsiedniej wiosce Majdal.

### Wzgórze 69
Izraelscy żołnierze broniący placówki obserwacyjnej na Wzgórzu 69 dowiedzieli się o upadku Niccanim od uciekinierów ocalałych z kibucu. Zdecydowali się oni odbić kibuc z rąk Egipcjan.
W nocy z 7 na 8 czerwca przeprowadzono atak na egipskie linie obronne w rejonie wioski Isdud. W następnych dniach ściągnięto posiłki i uzupełniono zapasy żołnierzy. Dzięki temu, w nocy z 9 na 10 czerwca przeprowadzono atak na Niccanim. Prowadząc natarcie w zupełnych ciemnościach, atakujący pogubili się i nie mogli koordynować swoich działań. Pomimo to, o świcie czołowy pluton wdarł się do kibucu Niccanim i uchwycił pozycje obronne, otrzymał jednak rozkaz wycofania się ponieważ egipska artyleria mogła w ciągu dnia zadać im ciężkie straty. Przez cały ten czas Wzgórze 69 znajdowało się pod ostrzałem artyleryjskim.
10 czerwca batalion egipskiej piechoty wspierany przez pojazdy pancerne, zaatakował Wzgórze 69 od zachodu. Izraelscy żołnierze musieli wycofać się. Odwrót przeprowadzono jednak chaotycznie i poniesiono przy nim duże straty. Egipcjanie usiłowali kontynuować swoje natarcie w kierunku kibucu Be’er Towijja, zostali jednak zatrzymani. Gdy zbliżył się wieczór, Egipcjanie wycofali się.

## Reakcje i następstwa
Bitwa o Niccanim była spostrzegana w Izraelu jako wielkie upokorzenie. 105 jeńców wojennych z Niccanim stanowiło większość żydowskich jeńców wziętych do niewoli przez Egipcjan podczas całej wojny. Egipskie media szeroko rozgłaszały zdobycie Niccanim, które było przedstawiane jako duża baza wojskowa, w której zginęło 300 izraelskich żołnierzy i zdobyto w niej znaczne zapasy paliwa i broni.
Kibuc został odbity w październiku 1948 podczas operacji Jo’aw. Osada była w znacznej mierze zniszczona. Ciała poległych żydowskich obrońcy pochowano w masowym grobie. Mieszkańcy kibucu, którzy powrócili z niewoli w dniu 7 marca 1949 założyli kibuc Niccanim w nowej lokalizacji w odległości kilku kilometrów na południe od pierwotnej. Na miejscu zniszczonego kibucu w 1949 powstała wioska młodzieżowa Niccanim, którą w 1990 przekształcono w wioskę Niccan.